# Фінал ATP 2024
ATP Finals 2024 — тенісний турнір, що проходив на кортах з твердим покриттям у місті Турин, Італія з 11 до 17 листопада.

## Фінальна частина

### Одиночний розряд
Яннік Сіннер —  Тейлор Фріц 6–4, 6–4

### Парний розряд
Кевін Кравіц /  Тім Пюц —  Марсело Аревало /  Мате Павич 7–6(7–5), 7–6(8–6)